# Département de Pando
Pour l’article homonyme, voir Pando.
Le département de Pando est un département du nord de la Bolivie, situé dans l'Amazonie. Sa capitale est Cobija.
Avec 130 761 habitants en 2024, il est le département bolivien le moins peuplé et le moins dense. Son territoire est généralement couvert par la forêt amazonienne et est traversé par plusieurs rivières, les zones urbaines se limitent principalement à la capitale.

## Géographie

### Localisation
Le département a une superficie de 63 827 km2. Il est limité au nord et à l'est par le Brésil, au sud-est par le département du Beni, au sud par le département de La Paz et à l'ouest par le Pérou.

### Relief
Le département de Pando est situé dans une région au relief essentiellement plat à une altitude moyenne de 280 m. Ceci étant, ces sols bas sont sujets à de fréquentes inondations qui affectent quelques mois par année les secteurs situés aux abords des nombreuses rivières qui sillonnent le territoire.

### Climat

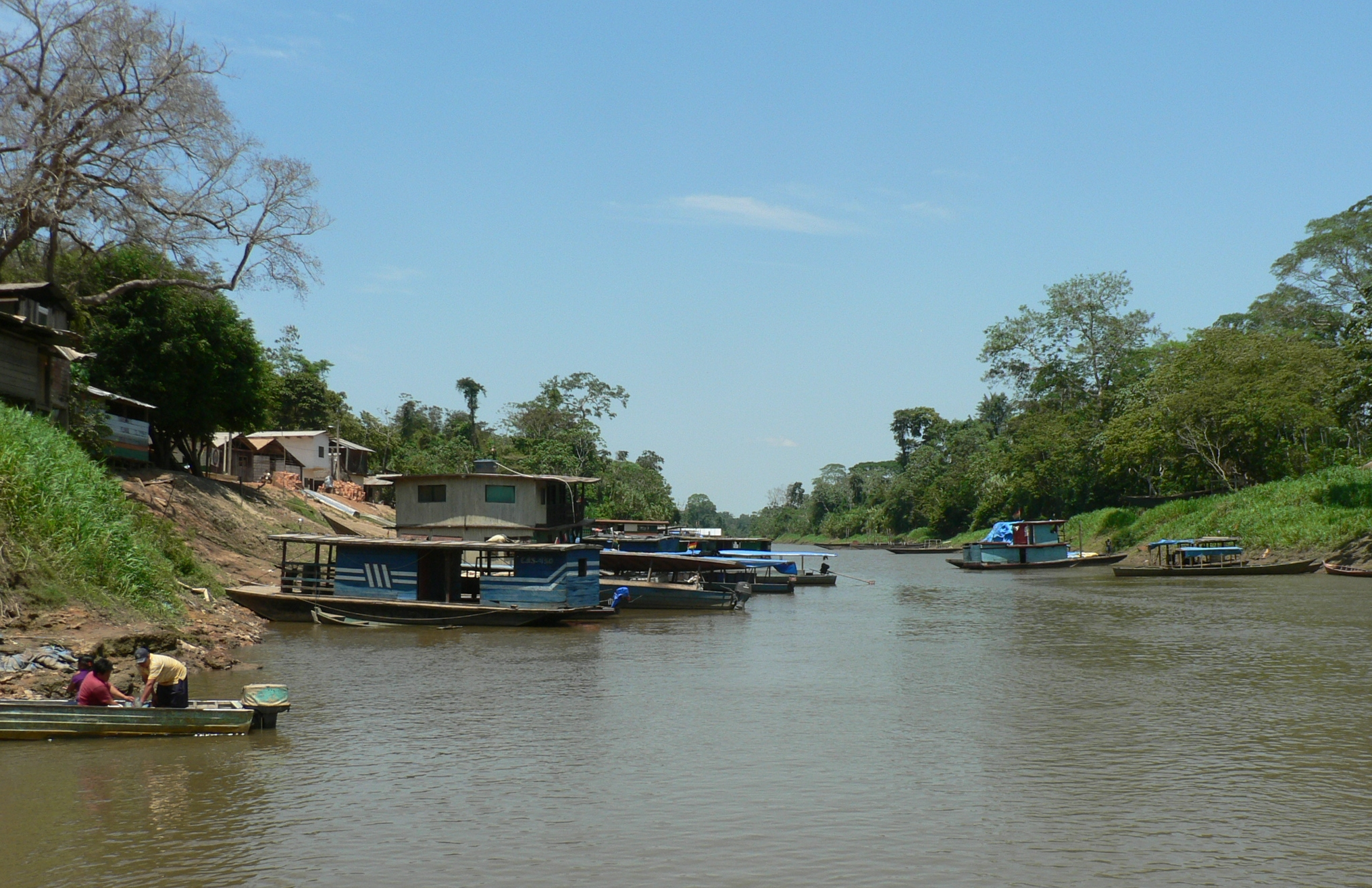
Río Manupare à El Sena.

Le climat de Pando est tropical et l'un des plus chauds du pays. Son territoire est majoritairement recouvert de la jungle amazonienne. La saison des pluies s'échelonne du mois de novembre au mois de mars, alors que la saison sèche s'échelonne du mois d'avril au mois d'octobre. Le mois de juillet est le plus sec alors que du mois de décembre au mois de mars, il peut y avoir plus de 20 jours de pluie par mois. La température moyenne annuelle est de 27 °C. Selon la classification climatique de Köppen, les climats présents dans le département sont tropical de savane (Aw) et de mousson (Am).

### Hydrographie
La région très arrosée correspond à la zone de confluence des principaux cours d'eau qui contribuent à la formation du Río Madeira, tels que le Río Beni, le Río Orthon et le Río Madre de Dios (tous deux affluents du Beni et dont une partie du bassin se situe au Pérou) ainsi que le Río Abuná, rivière frontalière avec le Brésil. Au nord-ouest, une petite partie du territoire est drainée par le Río Acre qui baigne notamment Cobija et fait partie du réseau du Río Purus. Le Madeira est non navigable en raison de la succession de rapides qui s'y trouvent entre Guayaramerín et Porto Velho.

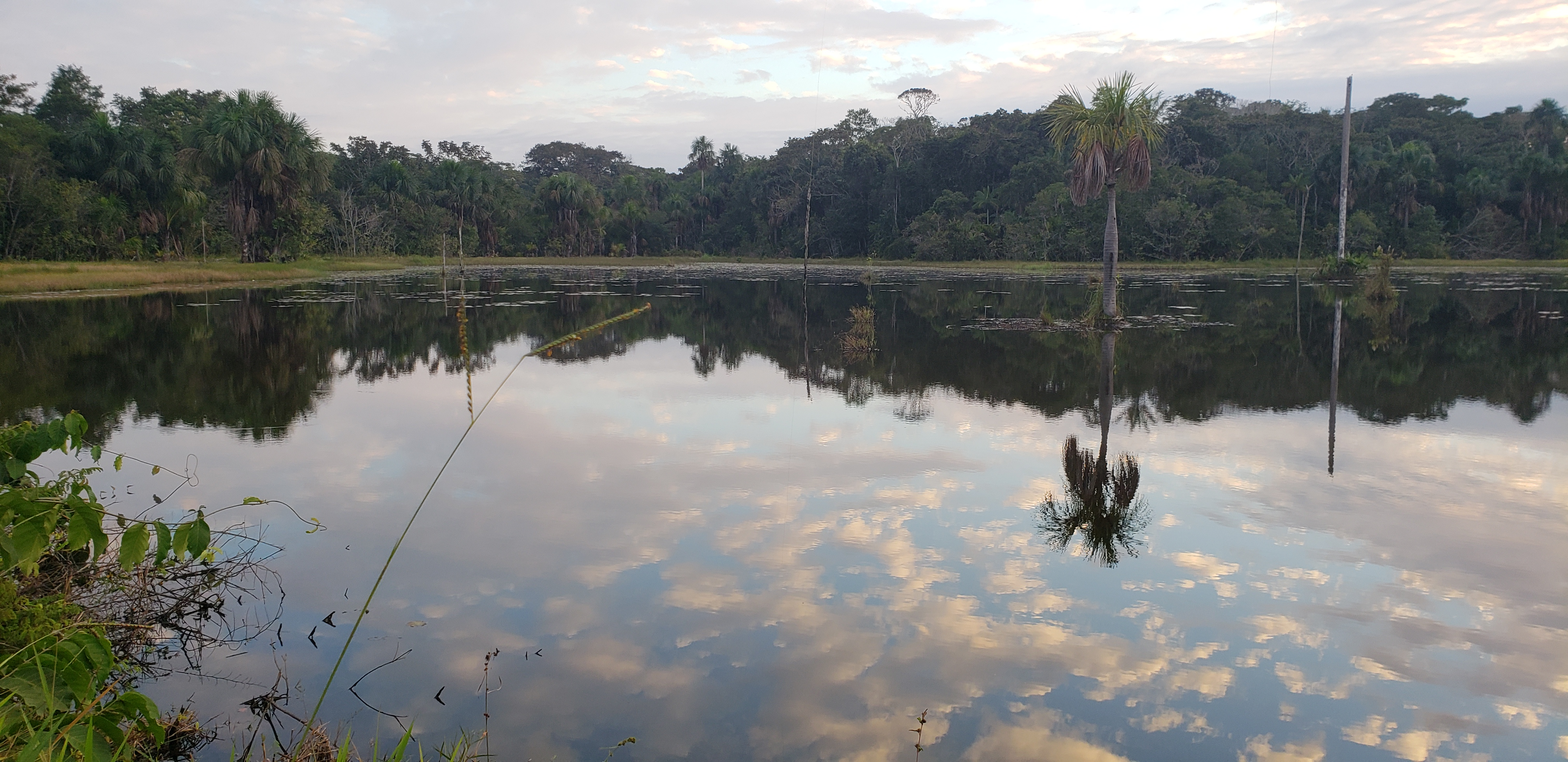
Lac dans la réserve nationale Manuripi.

## Histoire
La région est historiquement peuplée par des peuples autochtones nomades présents dans ce secteur de l'Amazonie, il s'agit des Yaminahuas, des Tacanas, des Ese'ejjas, des Toromonas, des Machineris, des Cavineños et des Pacahuaras.
L'établissement des premiers colons européens dans la région date de la fin du XIXe siècle, venus pour l'exploitation du caoutchouc.
Après la dissolution de la Confédération péruvio-bolivienne en 1839, le territoire est annexé au département de Santa Cruz. Il devient ensuite une partie du département du Beni lors de sa création en 1842 pour ensuite devenir un territoire à part entière en 1900, sous l'impulsion du président José Manuel Pando, nommé Territoire national des colonies du Nord-Ouest.
Le département est enfin créé le 24 septembre 1938 durant le gouvernement du président Germán Busch Becerra afin de donner à la région un plus grand poids politique ainsi que d'y favoriser la croissance démographique et économique. Il est nommé en l'honneur de l'ancien président José Manuel Pando qui a également agi comme explorateur dans le nord bolivien.
La capitale départementale est à l'origine Puerto Rico située dans la province de Manuripi, il est cependant décidé le 29 septembre 1945, durant la présidence de Gualberto Villarroel, que la capitale sera la ville de Cobija.

## Politique
Conformément à la constitution bolivienne, la plus haute autorité du département est le gouverneur, élu au suffrage direct pour un mandat de cinq ans. Le département compte également une assemblée départementale bénéficiant de pouvoirs législatifs et exécutifs.
En 2008, le massacre d'une douzaine de paysans soutenant le gouvernement d'Evo Morales a coûté son poste au préfet Leopoldo Fernández (es), qui a été depuis incarcéré à La Paz en détention préventive.
Le MAS (Movimiento Al Socialismo) d'Evo Morales remporta l'élection régionale en avril 2010, le candidat Adolfo Flores obtenant 49,7 % des voix contre Paulo Bravo (48,4 %) de l'opposition, dans ce bastion historique de la droite.

## Population

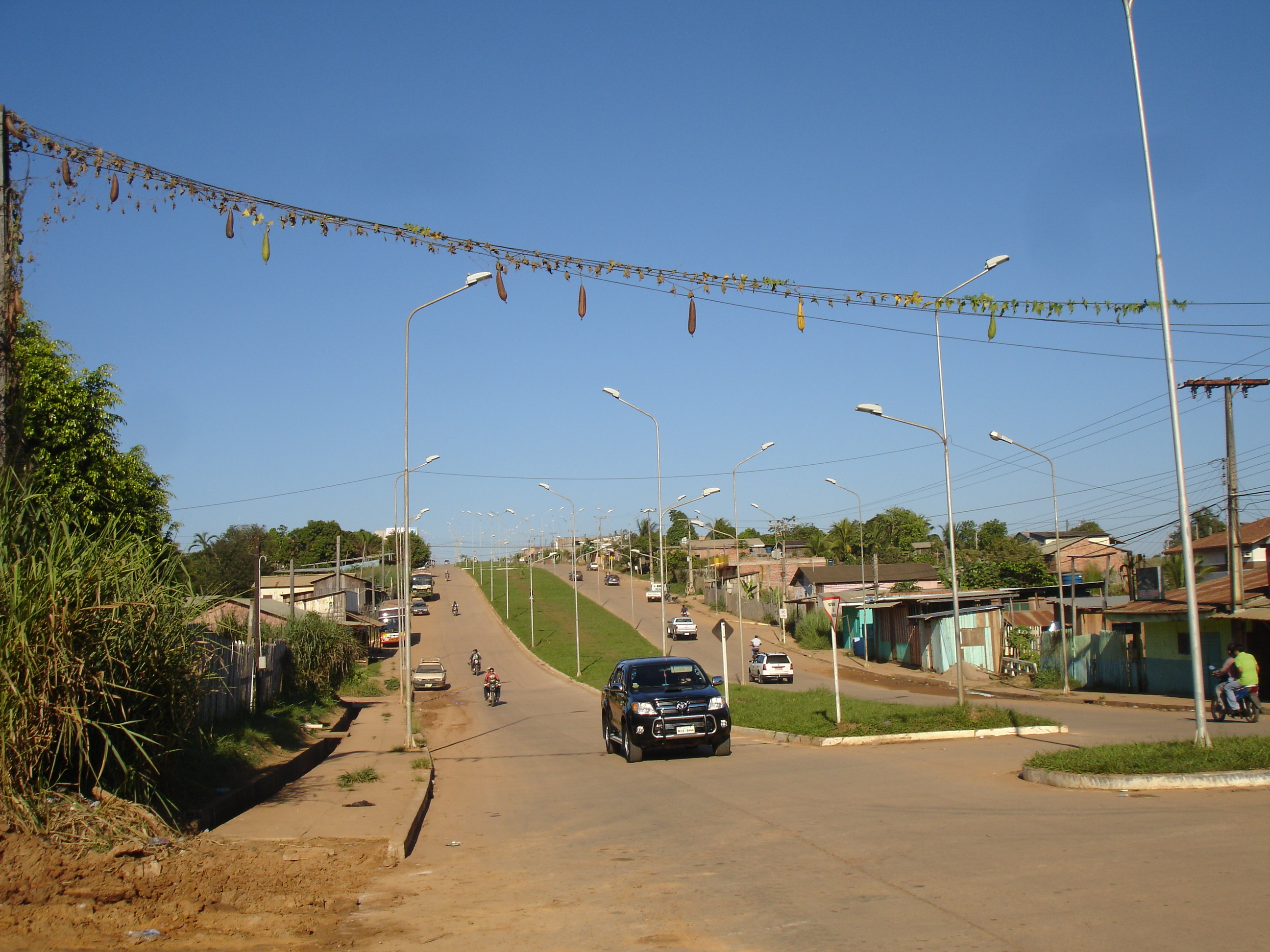
Route de la capitale départementale.

La population est de 130 761 habitants selon le recensement bolivien de 2024. Selon des estimations de 2020, la population est formée de 54,3 % d'hommes et 45,7 % de femmes. Environ 59,5 % de la population vit en milieu urbain, le reste en milieu rural. Toujours en 2020, la population de moins de 30 ans constituait environ 63,3 % de la population totale départementale.

### Langues parlées
La principale langue parlée dans le département est l'espagnol. La deuxième langue la plus parlée, l'aymara, est 38 fois moins parlée que la langue occupant la première place. Le département de Pando abrite également une population importante de locuteurs du ese 'ejja, une langue parlée par le peuple indigène des Ese 'ejja vivant près du Río Beni et du Río Madre de Dios. Le tableau suivant présente le nombre d'habitants du département âgés de sux ans et plus en fonction de leur langue principalement parlée pour l'année 2012.
| Langue                  | Département | Bolivie   |
| ----------------------- | ----------- | --------- |
| Espagnol                | 64 384      | 5 424 685 |
| Aymara                  | 1 702       | 836 570   |
| Quechua                 | 1 300       | 1 339 919 |
| Ese 'ejja               | 456         | 676       |
| Autre langue autochtone | 767         | 73 045    |
| Autre langue            | 3 566       | 146 683   |

### Évolution démographique
Le département de Pando est le moins peuplé de la Bolivie, en plus d'être celui avec la densité la plus faible. Considérant l'année de création du département, aucune donnée n'est recueillie pour les recensements antérieurs à celui de 1950,.
| 1831 | 1835 | 1845 | 1854 | 1882 | 1900 | 1950   | 1976   | 1992   |
| ---- | ---- | ---- | ---- | ---- | ---- | ------ | ------ | ------ |
| -    | -    | -    | -    | -    | -    | 16 284 | 34 493 | 38 072 |

| 2001   | 2012    | 2024    | - | - | - | - | - | - |
| ------ | ------- | ------- | - | - | - | - | - | - |
| 52 525 | 110 436 | 130 761 | - | - | - | - | - | - |

## Divisions administratives
Le département de Pando est subdivisé en cinq provinces, elles-mêmes subdivisées en quinze municipalités :
| Province       | Capitale              | Superficie (km²) | Population (2012) | Municipalités                              | Carte des provinces                         |
| -------------- | --------------------- | ---------------- | ----------------- | ------------------------------------------ | ------------------------------------------- |
| Abuná          | Santa Rosa de Abuná   | 7 468            | 4 049             | Ingavi Santa Rosa de Abuná                 | Carte des provinces du département de Pando |
| Federico Román | Fortaleza             | 13 200           | 7 034             | Nueva Esperanza Santos Mercado Villa Nueva | Carte des provinces du département de Pando |
| Madre de Dios  | Puerto Gonzalo Moreno | 10 879           | 24 070            | Puerto Gonzalo Moreno San Lorenzo El Sena  | Carte des provinces du département de Pando |
| Manuripi       | Puerto Rico           | 22 461           | 14 986            | Filadelfia Puerto Rico San Pedro           | Carte des provinces du département de Pando |
| Nicolás Suárez | Cobija                | 9 819            | 60 297            | Bella Flor Bolpebra Cobija Porvenir        | Carte des provinces du département de Pando |

## Transports

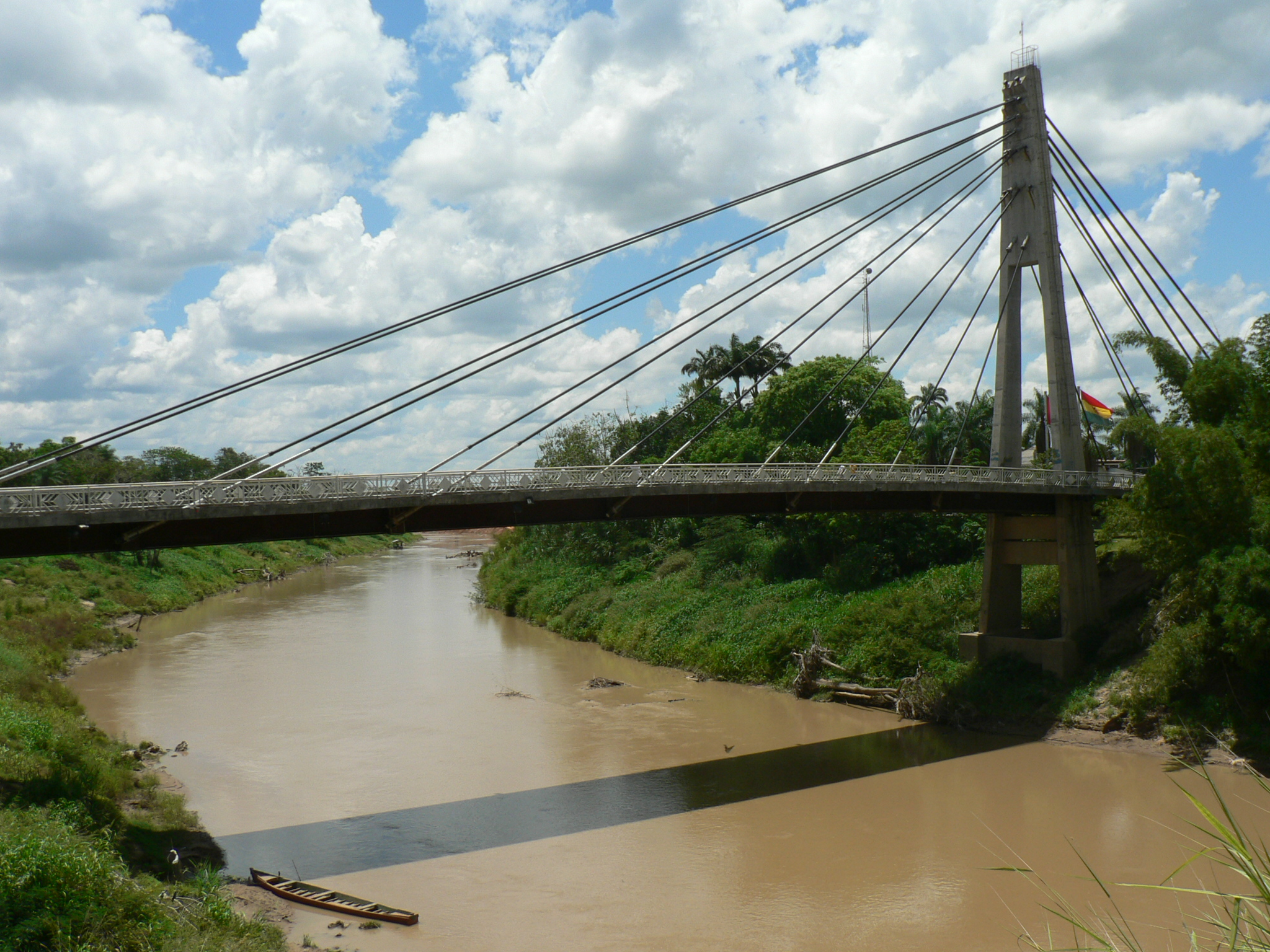
Pont entre Cobija et la ville brésilienne de Brasiléia.

Pando n'était pas relié au reste du territoire bolivien jusqu'en 2018. En effet, le trajet sur la seule route qui donnait accès au département du Beni nécessitait quelques traversées en ferry, soit une permettant de franchir le río Beni entre le Beni et Pando et une autre permettant de franchir simultanément les río Madre de Dios et Manupare située près de la ville d'El Sena en territoire pandino. Deux ponts sont construits pour remplacer ces traversées en ferry et sont inaugurés respectivement en 2018 et 2019,,. Toutefois, le département est depuis plus longtemps relié par voie terrestre au Brésil via un pont permettant la traversée du río Acre entre Cobija et Brasiléia.
Il s'y compte un total de trois routes nationales boliviennes sur le territoire de Pando, toutes principalement non revêtues. L'est du département est dépourvu d'infrastructures de transport terrestres notables.
Quant aux autres modes de transport, l'utilisation du transport aérien est courante afin d'y effectuer des déplacements nationaux. Le principal aéroport est situé dans la capitale, soit l'aéroport Capitán Aníbal Arab. Entre les villes et villages, le bateau est utilisé là où la navigabilité le permet. En 2019, le parc automobile de Pando est constitué à 76,7 % de motos.

## Économie
L'économie de Pando constitue en 2017 la neuvième et dernière économie départementale de Bolivie, à ce titre, elle représente 0,91 % de l'économie bolivienne, soit environ 339 millions de dollars US. Le PIB par habitant à Pando est par ailleurs inférieur au PIB par habitant de la Bolivie, seul le PIB par habitant du département du Beni est plus bas.
L'économie du département de Pando repose en grande partie sur son secteur primaire constitué de l'agriculture, de la sylviculture, de l'élevage, de la chasse et de la pêche. La récolte de châtaignes est répandue dans le département, la valeur des exportations de celles-ci représente 15,9 millions de dollars US, soit le plus grand produit d'exportation en 2019. Les fruits, les tubercules et les racines sont les principaux produits cultivés et représentent à eux seuls environ 78 % des végétaux cultivés en sol pandino. L'extraction d'or est également exercée, la valeur des exportations que cette extraction rapporte est la deuxième plus importante du département.

## Tourisme

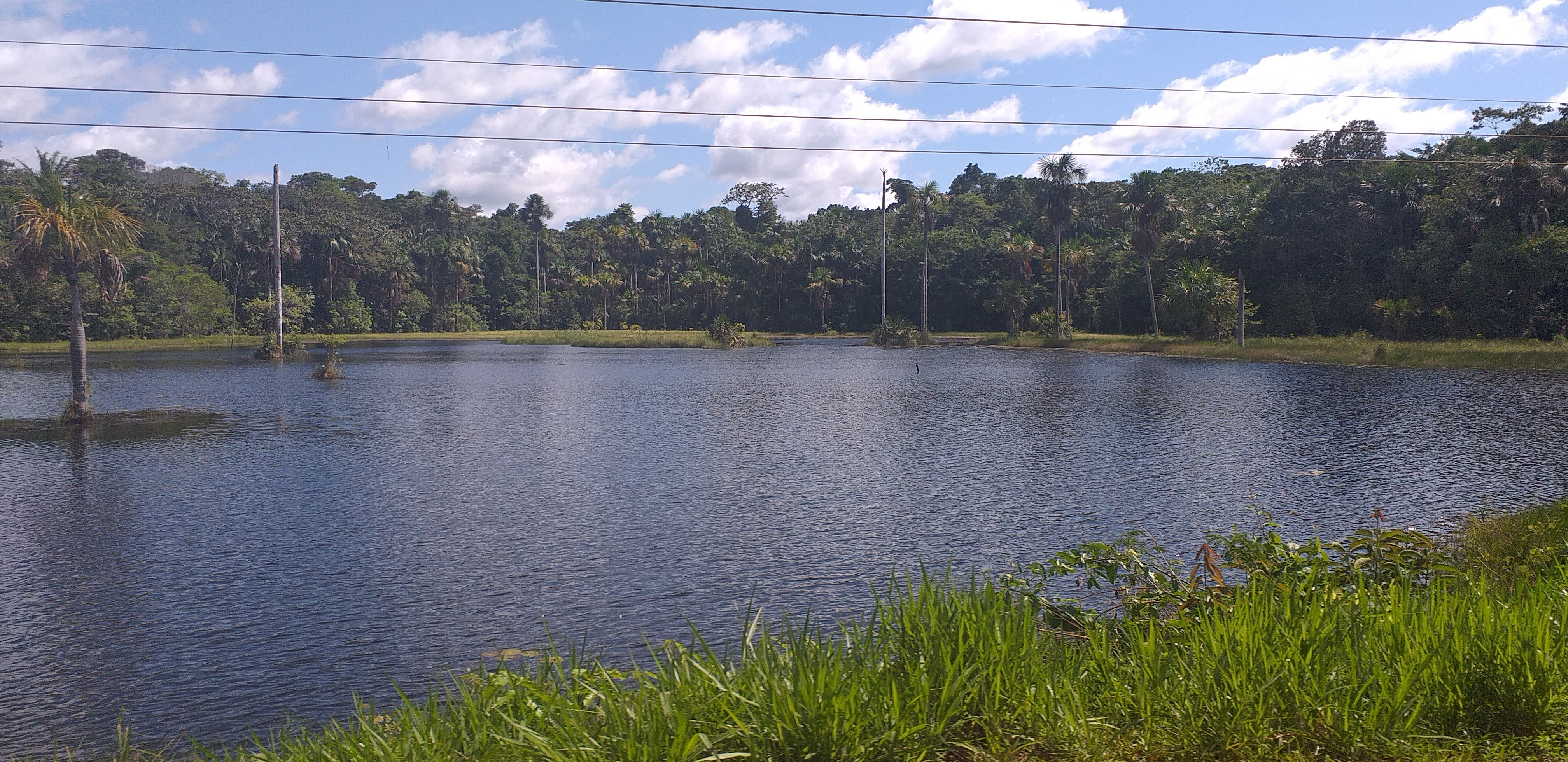
Étendue d'eau de la réserve naturelle Manuripi.

Le département de Pando, peu urbanisé et possédant de vastes espaces forestiers, offre quelques attractions touristiques, principalement liées au tourisme de nature. La réserve nationale de vie sauvage Manuripi constitue d'ailleurs un endroit propice à l'observation de plusieurs espèces fauniques et floristiques dans leur habitat naturel. Il y est recensé dans la réserve nationale un total de 867 espèces animales dont 501 d'oiseaux et 92 de mammifères et un total de 436 espèces végétales,. La pêche sportive peut également être pratiquée dans les nombreuses rivières difficilement navigables du département.